# Colorado Rockies (NHL)
Colorado Rockies byl profesionální americký klub ledního hokeje, který sídlil v Denveru ve státě Colorado. V letech 1976–1982 působil v profesionální soutěži National Hockey League. Rockies hrály ve své poslední sezóně ve Smytheově divizi v rámci Campbellovy konference. Své domácí zápasy odehrával v hale McNichols Sports Arena s kapacitou 16 384 diváků. Klubové barvy byly modrá, červená, zlatá a bílá.
Colorado Rockies se členem NHL stalo v roce 1976, když získalo licenci od Kansas City Scouts. V šesti sezonách, které strávili v NHL, skončili většinou ve spodních patrech tabulky. Výjimkou byla sezona 1977/1978, kdy ve Smytheově divizi obsadili 2. místo. Nutno ovšem dodat, že získaných 59 bodů v rámci celé NHL stačilo pouze na 13. místo (z osmnácti účastníků). Poprvé a naposledy se také podívali do playoff, ale konečnou pro "horaly" bylo hned první kolo, když vypadli s Philadelphií Flyers. Po sezoně 1981/1982 vedení klubu prodalo licenci New Jersey Devils a Colorado Rockies tak skončilo.

## Slavní hráči
- Wilf Paiement
- René Robert
- Lanny McDonald

## Umístění v jednotlivých sezonách
Stručný přehled
Zdroj: 
- 1976–1982: National Hockey League (Smytheova divize)

Jednotlivé ročníky
Zdroj: 
Legenda: Z - zápasy, V - výhry, VP - výhry v prodloužení, R - remízy, P - porážky, PP - porážky v prodloužení, VG - vstřelené góly, OG - obdržené góly, +/- - rozdíl skóre, B - body, KPW - Konference Prince z Walesu, CK - Campbellova konference, ZK - Západní konference, VK - Východní konference, fialové podbarvení - reorganizace, změna skupiny či soutěže
| USA / Kanada (1976 – 1982) |                        |        |    |    |    |    |    |    |     |     |      |    |        |          |
| Sezóny                     | Liga                   | Úroveň | Z  | V  | VP | R  | PP | P  | VG  | OG  | +/-  | B  | Pozice | Play-off |
| 1976/77                    | NHL (Smytheova divize) | 1      | 80 | 20 | –  | 14 | –  | 46 | 226 | 307 | -81  | 54 | 5.     | Ne       |
| 1977/78                    | NHL (Smytheova divize) | 1      | 80 | 19 | –  | 21 | –  | 40 | 257 | 305 | -48  | 59 | 2.     | Předkolo |
| 1978/79                    | NHL (Smytheova divize) | 1      | 80 | 15 | –  | 12 | –  | 53 | 210 | 331 | -121 | 42 | 4.     | Ne       |
| 1979/80                    | NHL (Smytheova divize) | 1      | 80 | 19 | –  | 13 | –  | 48 | 234 | 308 | -74  | 51 | 6.     | Ne       |
| 1980/81                    | NHL (Smytheova divize) | 1      | 80 | 22 | –  | 13 | –  | 45 | 258 | 344 | -86  | 57 | 4.     | Ne       |
| 1981/82                    | NHL (Smytheova divize) | 1      | 80 | 18 | –  | 13 | –  | 49 | 241 | 362 | -121 | 49 | 5.     | Ne       |